# Enginyeria alimentària
L'enginyeria alimentària o enginyeria tècnica agrícola especialitzada en indústries agràries i alimentàries és una branca de l'enginyeria que s'encarrega del disseny i construcció d'indústries agroalimentàries, de la planificació d'operacions unitàries relacionades amb el processament d'aliments, de tasques tècniques de control de qualitat… No s'ha de confondre l'enginyeria alimentària amb els estudis de ciència i tecnologia dels aliments. La primera com el seu nom indica es fonamenta en l'enginyeria per realitzar les seves tasques, alhora presenta plenes atribucions col·legials en l'àmbit alimentari i agrícola (elaboració de projectes). Per altra banda la ciència i tecnologia dels aliments es fonamenta en la ciència. D'aquesta manera incideix en el sector alimentari ficant més atenció en la química i la biologia dels propis aliments. A més intervé en aspectes de nutrició, bromatologia i salut pública.
L'enginyeria alimentària es fonamenta en les ciències bàsiques com les matemàtiques (càlcul infinitesimal, àlgebra, estadística), la química (orgànica, inorgànica, anàlisi química), la física (mecànica, electromagnetisme, termodinàmica), la biologia (microbiologia d'aliments, fermentacions, fisiologia vegetal…) i les diferents matèries relacionades amb l'enginyeria de la construcció i l'enginyeria química (operacions unitàries, càlcul d'estructures, expressió gràfica, reactors...).

## Història

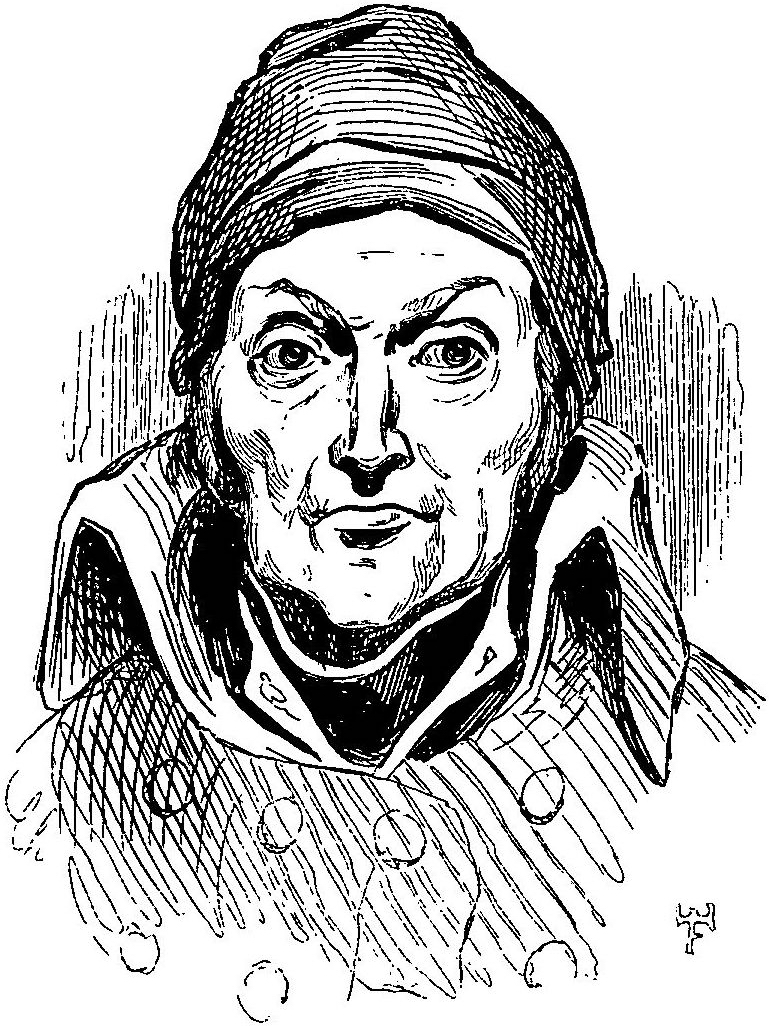
Nicolas Appert

Els inicis de l'enginyeria alimentària són tan antics com l'aparició de l'agricultura i es remunten a l'època primitiva quan es va descobrir el foc. El procés de cocció dels aliments es podria considerar com l'inici d'aquesta disciplina. 6000 anys aC els primers grans pobles de l'antiguitat com els egipcis o els babilonis ja dominaven les fermentacions del pa i la cervesa i ja aplicaven mètodes de conservació d'aliments com el salat del peix.
Al llarg de l'edat antiga l'Imperi Romà va anar perfeccionant els aspectes relacionats amb l'alimentació com la palatabilitat dels aliments (aplicant espècies i condiments als plats), les construccions per processar aliments (molins d'oli, assecadors de pernils, pous de gel...) i la millora de processos.
Posteriorment, a l'edat medieval aquestes millores del romans van anar perdurant sense patir grans canvis fins a l'arribada de l'edat de les llums on gràcies al moviment de la il·lustració la ciència i tecnologia aplicades a l'alimentació es van desenvolupar i aplicar ràpidament (igual va passar amb la resta de les ciències durant aquesta època). Durant aquest període es va desenvolupar el primer procés de conservació tèrmica, l'appertització ideada per Nicholas Appert que va guanyar un premi de 12.000 francs al presentar el procés en un concurs convocat per l'emperador Napoleó Bonaparte que buscava una solució als problemes de logística de provisions alimentàries pels seus exèrcits que combatien per tot Europadurant les guerres napoleòniques.
Anys després, la revolució industrial encara va millorar més la ciència alimentaria apareixent les llaunes de conserva (1810) o la refrigeració mecànica (1850), invents que van potenciar la distribució d'aliments i van propiciar l'aparició de moltes indústries alimentàries. Davant l'alta demanda de productes i les grans oportunitats de mercat els empresaris van haver d'apostar per millorar els processos d'elaboració d'aliments. La solució va venir de la mà de l'enginyeria química que amb els seus coneixements va poder solucionar els problemes tecnològics del moment. Però al llarg del temps, molts problemes derivats d'aquestes indústries no van poder ser solucionats per l'enginyeria química, doncs era un camp massa ampli que incloïa molts cops aspectes bioquímics o microbiològics que no entenien els professionals. D'aquesta manera les universitats van impulsar els estudis d'enginyeria alimentària.
| «                         | "Un exèrcit marxa al ritme del seu estómac " | » |
| — Napoleó Bonaparte, 1813 |                                              |   |

L'enginyeria alimentària moderna va néixer el 1913 als Estats Units com una titulació evolucionada de l'enginyeria química i específica per a la indústria alimentària. Al llarg dels anys aquesta nova disciplina es va anar instaurant al llarg dels països americans i europeus degut a la gran demanda d'innovació per part dels consumidors i també de l'administració.
Actualment, l'enginyeria alimentària és una enginyeria reconeguda mundialment que dia a dia està al davant de la investigació millorant els processos alimentaris, controlant la cadena alimentària i aportant als consumidors aliments de qualitat i beneficiosos per la salut.

### Fites i personatges influents en l'enginyeria alimentària
- Anton van Leeuwenhoek: El 1673 presenta a la societat la seva obra a Philosophical Transactions on mostra el descobriment del món microbià gràcies a unes lents que es va fabricar ell mateix
- Nicolas Appert: El 1795 va descobrir un mètode de conservació d'aliments aplicant calor a uns envasos de vidre. El procés rep el seu nom, apertització
- Carl Wilhelm Scheele: Entre 1780 i 1784 va descobrir les propietats de la lactosa, l'oxidació de l'àcid làctic i va aïllar l'àcid cítric del suc de llimona
- Peter Durand: El 1810 va patentar les llaunes de conserva de ferro forjat i segellades al buit
- Humphry Davy: El 1813 publica el llibre Elements of Agricultural Chemistry on relaciona la química i l'agricultura
- Louis Pasteur: El 1850 va demostrar que les fermentacions eren causades pel creixement microbià. A més, el 1862 va inventar un procés d'esterilització tèrmica que va aplicar per primera vegada sobre la llet. El procés rep el seu nom, pasteurització.
- James Harrison: El 1857 va patentar una màquina de refrigeració per compressió de vapor d'èter sulfúric
- Eduard Buchner: El 1897 descobreix la fermentació alcohòlica en absència de llevat. S'inicia així l'enzimologia industrial
- Louis-Camille Maillard: El 1912 demostra que l'embruniment dels aliments durant una piròlisis és degut a una reacció entre un grup amino i un grup carbonil (reacció de Maillard)
- William H.Walker, Warren K. Lewis i William H. McAdams: El 1923 publiquen The Principles of Chemical Engineering on expliquen les diferents operacions unitàries i el seu fonament físico–químic
- Percy Spencer: El 1947 va descobrir l'aplicació de les ones d'alta freqüència als aliments apareixent així el primer forn microones
- Sara Lee: El 1964 va ficar en marxar la primera indústria alimentària completament automatitzada per computadores
- Owen Fennema: Al llarg de la seva carrera científica (1960 – 1996) va aplicar els seus coneixements químics als aliments apareixent així una nova disciplina, la química d'aliments

## Aplicació
La indústria alimentària és un sector molt diversificat que produeix tota mena d'aliments i requereix moltes tècniques d'elaboració. D'aquesta manera apareix l'enginyer d'aliments per optimitzar la producció, eliminar les pèrdues de temps, augmentar els beneficis, perfeccionar els productes i aportar als consumidors aliments innocus i de qualitat.

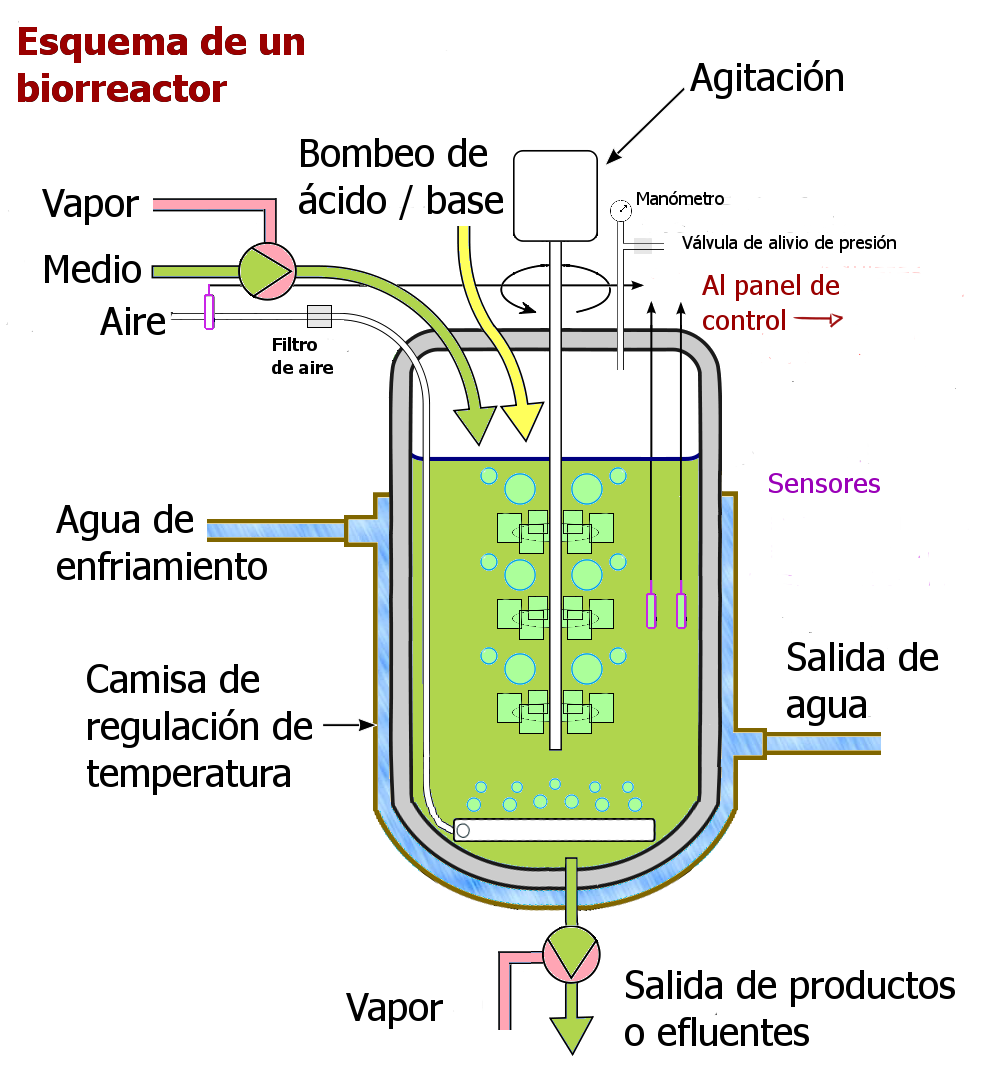
Bioreactor. Essencial per fermentacions víniques o cerveseres

Bàsicament, l'enginyer d'aliments presenta tres funcions: El disseny d'indústries agroalimentàries, el disseny de processos de producció (disseny d'operacions unitàries) i el control de qualitat en la indústria.
Pel que fa al disseny d'una indústria agroalimentària l'enginyer ha de conèixer l'activitat que es durà a terme per així projectar una edificació correcta amb la normativa i que pugui en tot moment optimitzar la producció. El disseny estarà marcat per diversos factors com la higiene (s'ha de minimitzar les zones on es pugui acumular residus que puguin contaminar la cadena de producció), les zones de risc d'incendi o explosió (és el cas de les farineres) o la distribució de planta (s'ha d'evitar el creuament de matèries primeres i productes acabats).

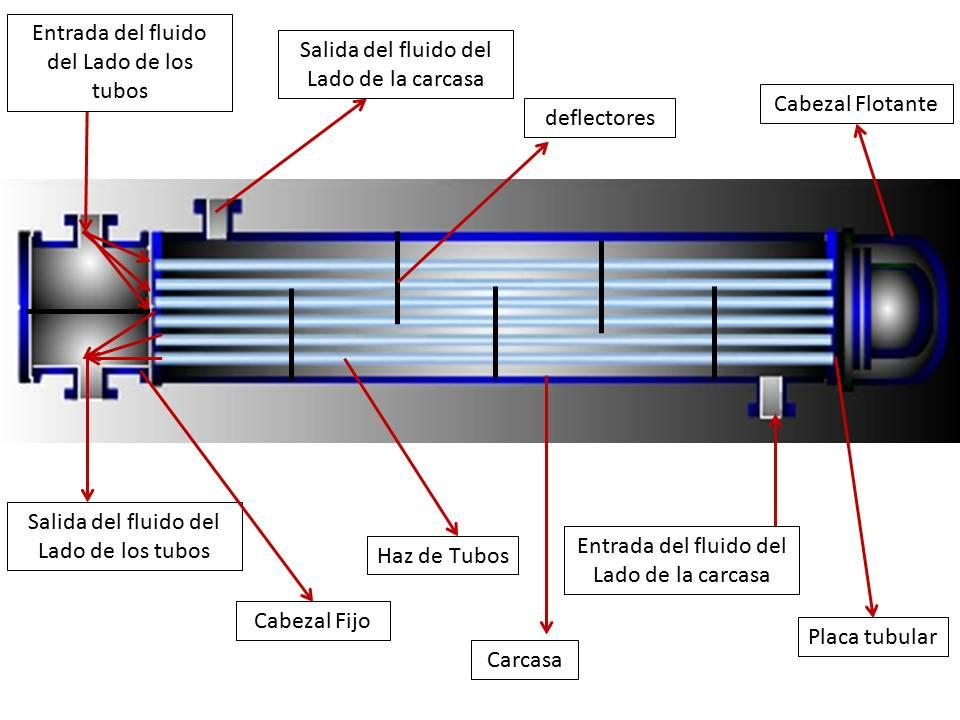
Bescanviador de calor. Essencial per refredar o escalfar aliments

A l'hora d'elaborar un aliment aquest sofreix un conjunt d'operacions unitàries que li provoquen una transferència de massa, una transferència d'energia o un transport de quantitat de moviment. L'enginyer per controlar correctament la producció i l'elaboració de qualsevol aliment ha de conèixer i dominar qualsevol operació unitària. Aquestes són moltes i molt diverses provocant cadascuna un canvi en l'aliment. D'aquesta manera, s'utilitza la destil·lació (obtenció de licors), l'extracció (obtenció d'oli de llavors), l'adsorció (eliminació d'olors desagradables), l'intercanvi iònic (desmineralització d'aigües), bescanvi de calor (pasteurització d'aliments líquids), cristal·lització (obtenció de dolços)...
El control de qualitat es basa simplement en la fabricació d'aliments innocus per a la salut i de qualitat. En l'aspecte de la seguretat alimentària l'enginyer coneix el sistema APPCC (anàlisi de perills i punts de control crítics) que identifica els punts on hi hagi un risc elevat de contaminació. Pel que fa a la qualitat l'enginyer disposa d'un conjunt d'eines per elevar el valor dels productes i fer més competent a la indústria (set eines d'Ishikawa, sis Sigma, qualitat total…).

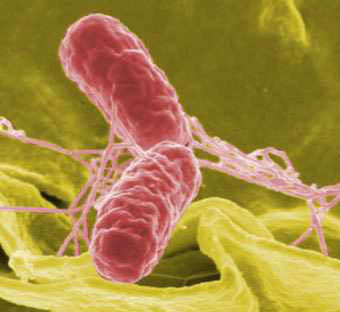
Salmonel·la és un microorganisme patogen que es pot trobar en els aliments

A més de l'enginyeria química, l'oficina tècnica i el control de qualitat, l'enginyer d'aliments presenta coneixements en altres ciències i matèries tècniques per complir amb els seus objectius. Aquestes són les següents: 
- Química d'aliments: Els aliments estan formats bàsicament per quatre macromolècules (Hidrats de carboni, lípids, proteïnes i aigua). L'enginyer d'aliments ha de saber la composició de cada aliment, les propietats físico – químiques que confereixen aquestes macromolècules als aliments i les transformacions que aquestes poden patir durant el processat.

- Microbiologia alimentària: Es pot separar en dos parts, la negativa i la positiva. La negativa incideix en els microorganismes patògens, en els alterants, en les vies de contaminació i en l'efecte dels tractaments de conservació sobre els microorganismes. A més, posa en pràctica la detecció i identificació de microorganismes. Per altra banda, la positiva se centra en els microorganismes utilitzats per la producció d'aliments. Molts llevats com S. cerevisae o S. bulgaricus són utilitzats per realitzar fermentacions i obtenir aliments.

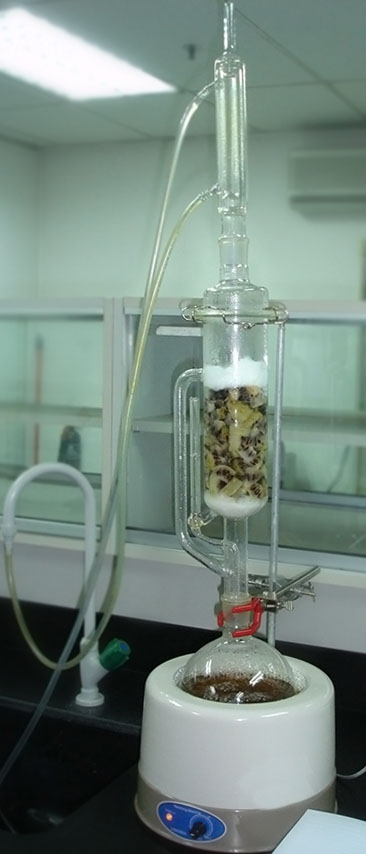
Extracció del greix d'un aliment utilitzant el mètode Soxhlet

- Producció i protecció vegetal: Abans del pla Bolonya l'enginyeria alimentària es trobava dins la família de les enginyeries agrícoles. D'aquesta manera es rebia i actualment també es rep competències en l'àmbit de la producció i protecció vegetal. Així l'enginyer d'aliments compren els diferents tipus de cultius (cereals i fruiters), les diferents patologies que poden patir i els diferents mètodes de producció per obtenir així aliments del sector primari.

- Economia: L'enginyer no solament s'ocupa de construir, dissenyar o produir. Alhora també ha de presentar coneixements d'economia per controlar la viabilitat i rendibilitat de les seves accions, la gestió econòmica – financera de les activitats empresarials (molts enginyers obren els seus negocis o gabinets) i la correcta assignació de recursos.

- Enginyeria rural: Es basa en fonaments de diferents tècniques enginyerils com la hidràulica, l'estudi de motors o l'electrificació rural. D'aquesta manera el futur enginyer adquireix coneixements científics per aplicar-los davant problemes de l'àmbit rural com el disseny de regs i conduccions de fluids, el disseny de motors relacionats amb màquines agrícoles (tractors, recol·lectores...) i el disseny de xarxes d'electrificació d'alta i baixa tensió.

- Anàlisi química: Tant les matèries primeres amb les quals s'elaboren els aliments com els aliments acabats de processar poden presentar una contaminació. Metalls pesants, toxines, pesticides, antibiòtics, hormones… Són molts els elements dolents per la salut humana que poden estar en qualsevol aliment. D'aquesta manera, l'enginyer d'aliments ha de dominar les tècniques d'anàlisi química per detectar aquests contaminants i evitar que arribin finalment al consumidor. Els contaminants es poden trobar a diferents dosis, a partir d'aquí s'haurà d'elegit quin mètode analític és més adient (anàlisi clàssica o instrumental)

## L'enginyeria alimentària i les diferents indústries alimentàries

### Indústria de les begudes alcohòliques

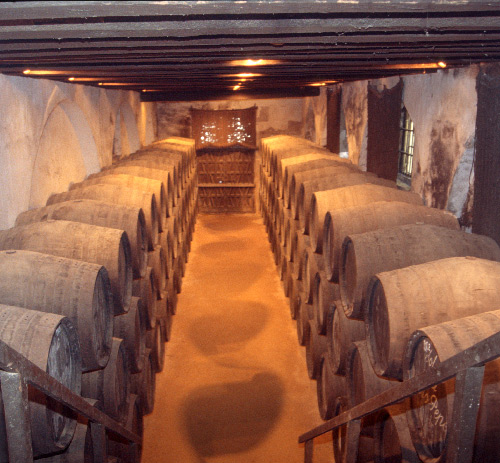
Celler de xerès ubicat sota terra

La indústria de begudes alcohòliques processa tot de productes que contenen alcohol etílic. Aquestes productes, generalment begudes, es poden obtenir per dos tipus de processos: Fermentació o destil·lació.
En el primer procés, l'obtenció d'alcohol s'obté gràcies al metabolisme de microorganismes com els llevats o els bacteris. D'aquesta manera s'aconsegueixen begudes alcohòliques com la cervesa, elvi, la sidra, el cava o el sake. Per altra banda els destil·lats s'obtenen de la destil·lació d'algun producte fermentat i macerat, d'aquesta manera s'obté etanol. La concentració d'etanol i la font d'aquest (patates, arròs, sucs…) determina el tipus d'aiguardent o licors (absenta, anís, limoncello, whisky…). En aquesta indústria l'enginyer d'aliments ha de dominar per una banda els processos de fermentació i destil·lació i per l'altra la bioquímica i l'ecologia microbiana per obtenir unes begudes de qualitat i innòcues pel consumidor. Depenent dels factors de fermentació elegits el producte presentarà una graduació alcohòlica, un color, uns aromes i un sabor. Per altra banda, l'enginyer ha d'anar molt amb compte amb el destil·lat, doncs un error en aquest aspecte pot provocar greus problemes al consumidor com ceguera.

### Indústria càrnia
La indústria càrnia proporciona carn fresca i elaborats carnis (curats o cuits) a partir de les diferents espècies d'abastiment (boví, porcí, oví, cabrum, aviram, equí, leporins…). El gran problema d'aquest sector és la mateixa matèria primera, la carn, que és un gran vehicle de transmissió de bacteris patògens. Alhora, també, és un producte molt perible degut als milers de microorganismes alterants que presenta.
Aquí l'enginyer ha de preveure les possibles fonts de contaminació microbiana, evitant les contaminacions creuades, maximitzant la higiene del procés i seguint en tot moment la normativa establerta i el sistema APPCC.
A més, a l'hora d'elaborar preparats carnis s'ha de preveure quina carn serà la més adient per a cada producte, tenint en compte les diferents patologies de la carn (PSE o DFD) o les seves alteracions (olors desagradables, colors estranys...).

### Indústria pesquera
La indústria pesquera proporciona peixos (d'aigua dolça o salada), crustacis i mol·luscos frescos o congelats. Igual que a la carn, el principal problema d'aquest sector són els mateixos productes que són excel·lents vehicles de contaminació de microorganismes patògens i alhora són aliments molt peribles.

## Estudis
En un principi l'enginyeria alimentària, com s'ha dit abans, es fonamenta en les ciències bàsiques (matemàtiques, física, química i biologia) i alhora en matèries relacionades amb l'agronomia. Fa uns anys (abans de la implantació del pla Bolonya) l'enginyeria alimentària es trobava dins de la família de les enginyeries agrícoles. D'aquesta manera entre primer i segon l'alumnat cursava a més de les ciències bàsiques assignatures com edafologia (ciència que estudia el sòl), fisiologia vegetal, ecologia… Actualment, moltes facultats han separat l'enginyeria alimentària de l'enginyeria agrícola (aparició de nous graus), però encara se segueixen cursant assignatures relacionades amb l'agronomia doncs aquestes són essencials perquè el futur enginyer pugui comprendre perfectament l'àrea en la qual treballa. En els anys posteriors els estudis deriven cap a matèries relacionades amb la construcció, l'enginyeria química i la microbiologia.
L'enginyeria alimentària (antiga enginyeria tècnica agrícola especialitzada en indústries agràries i alimentàries) es pot estudiar a diverses universitats catalanes: 
- Universitat de Lleida (Campus ETSEA): Grau en enginyeria agrària i alimentària
- Universitat Politècnica de Catalunya (Campus ESAB): Grau en enginyeria alimentària
- Universitat de Girona (Campus de Montilivi): Grau en enginyeria agroalimentària
- Universitat Rovira i Virgili (Campus ETSEQ): Grau en enginyeria agroalimentària

Generalment, a Catalunya els estudiants d'enginyeria alimentària es troben amb el pla d'estudis següent:
| Ciències bàsiques | Assignatures enginyerils | Assignatures científiques                                                                                  | Assignatures agrònomes | Assignatures d'economia                                | Optatives segons centre d'estudis |
| --- | --- | --- | --- | ------------------------------------------------------ | --- |
| - càlcul infinitesimal - Estadística - Àlgebra - Química-física - Química - Química orgànica - Bioquímica - Biologia - Mecànica - Electromagnetisme - Termodinàmica | - Càlcul d'estructures - Expressió gràfica - Enginyeria rural - Operacions unitàries - Termotècnia - Electrotècnia - Mecànica de fluids - Programació d'ordinadors - Processos - Oficina tècnica - Geomàtica | - Anàlisi química - Microbiologia - Química d'aliments - Fermentacions - Control de qualitat dels aliments | - Fisiologia vegetal - Ecologia - Fitotècnia - Producció i protecció vegetal - Edafologia - Producció animal - Avaluació d'impacte ambiental | - Economia - Valoració industrial - Anàlisi de mercats | - Fisiologia humana - Enginyeria ambiental - Biotecnologia alimentària - Bromatologia - Anàlisi sensorial - Disseny i formulació de nous productes - Emprenedoria |

## Activitats professionals
Activitats professionals de l'enginyer d'aliments: 
- Disseny i construcció d'indústries alimentàries
- Disseny de màquines per processar i produir aliments (disseny d'operacions unitàries)
- Control de qualitat en indústries alimentàries
- Control del processament d'aliments
- Estudis d'impacte ambiental (AIA, enginyeria ambiental, gestió de residus...)
- Estudis de seguretat i salut laboral
- Gestió econòmica i mercats
- Investigació
- Assessoria, consultoria i peritatges